# Preiļi distrikt
Preiļi distrikt (lettiska: Preiļu rajons) var till 2009 ett administrativt distrikt i Lettland, beläget i den östra delen av landet, ca 200 kilometer från huvudstaden Riga. Distriktet angränsar med distrikten Jēkabpils, Daugavpils, Rēzekne.
Den största staden är Līvāni med 8 318 invånare.